# Берунсько-Лендзінський повіт
Берунсько-Лендзінський повіт (пол. powiat bieruńsko-lędziński) — один з 17 земських повітів Сілезького воєводства Польщі.
Утворений 1 січня 1999 року в результаті адміністративної реформи.

## Загальні дані
Повіт знаходиться у східній частині воєводства.
Адміністративний центр — місто Берунь.
Станом на 1.01.2008 населення становить 56 255 осіб, площа 158,04 км².

## Демографія
Демографічні дані повіту станом на 31 grudnia.2005:
|       | Всього | Всього | Жінки  | Жінки | Чоловіки | Чоловіки |
| ----- | ------ | ------ | ------ | ----- | -------- | -------- |
|       | осіб   | %      | осіб   | %     | осіб     | %        |
| Повіт | 55 802 | 100    | 28 341 | 50,8  | 27 461   | 49,2     |
| Міста | 43 643 | 100    | 22 101 | 50,6  | 21 542   | 49,4     |
| Села  | 12 159 | 100    | 6240   | 51,3  | 5919     | 48,7     |